# Leptictidium

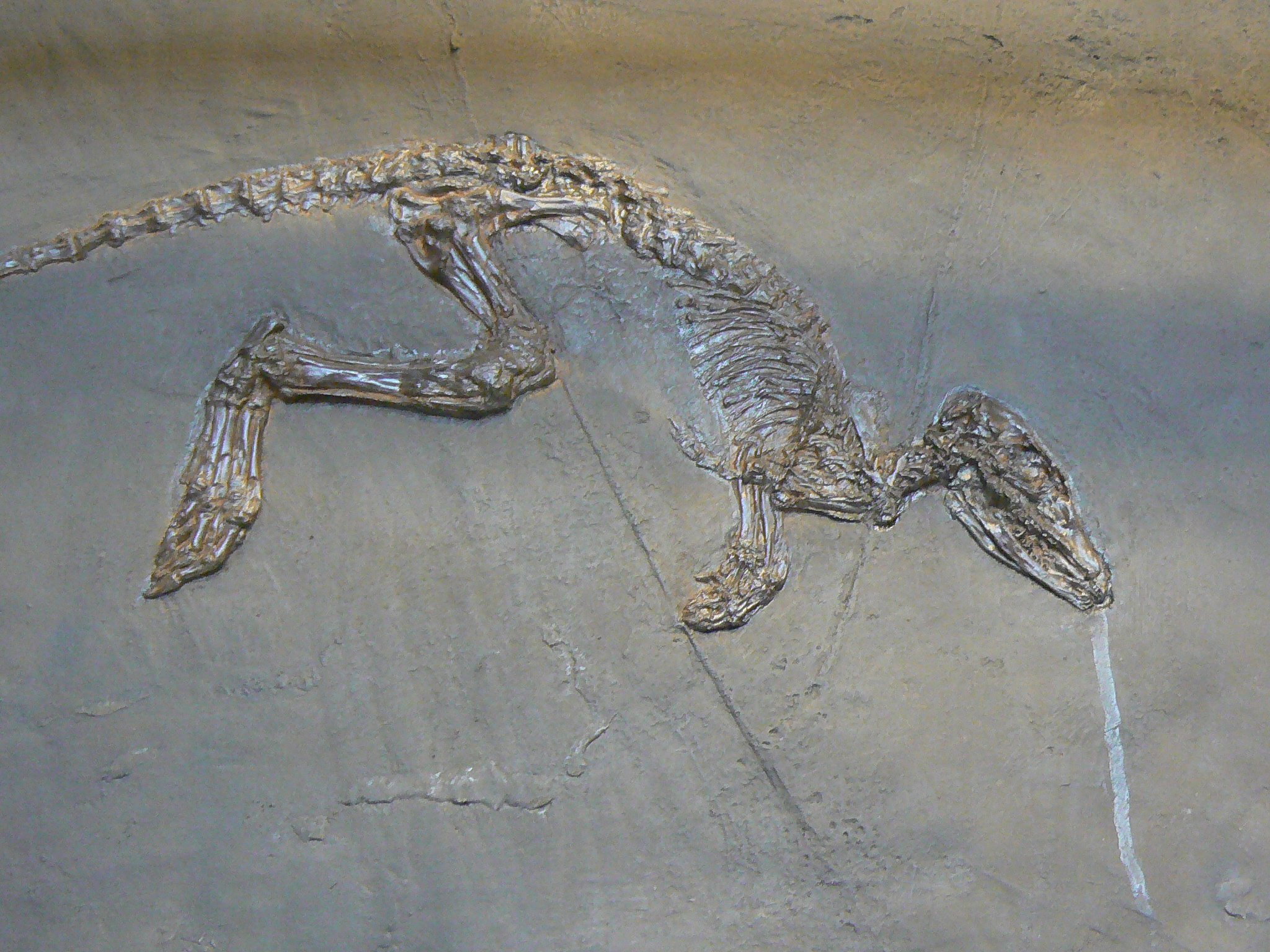
Leptictidium auderiense
Museo nazionale di storia naturale di Francia

Leptictidium ("donnola graziosa" in greco) è un genere estinto di piccoli mammiferi preistorici. Comparvero all'inizio dell'Eocene, cinquanta milioni di anni fa circa. Nonostante siano arrivati ad essere comuni in tutta Europa, si estinsero quaranta milioni di anni fa circa senza lasciare discendenza, probabilmente a causa del fatto che si erano adattati alla vita negli ecosistemi boscosi e non riuscirono poi ad adattarsi alle piane aperte dell'Oligocene.

## Fisiologia

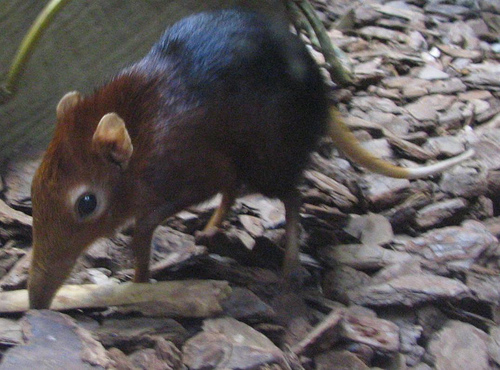
I Leptictidium assomigliavano ai toporagni elefante attuali.

I Leptictidium avevano piccole zampe anteriori e grandi zampe posteriori, come minuscoli canguri. Le fosse muscolari anteorbitali dei loro crani mostrano che avevano probabilmente dei musi lunghi e mobili, come quelli dei toporagni elefante. I loro denti molari superiori erano più traversi di quelli dei leptictidi (Leptictidae) e i loro quarti premolari erano molariformi. Le loro dimensioni variavano da sessanta a novanta centimetri di lunghezza (di cui più della metà erano della coda calva) e venti centimetri d'altezza. Pesavano un paio di chilogrammi.
Una delle questioni che non sono state ancora risolte sui Leptictidium è se si spostavano correndo o saltando. Per il fatto che ci sono pochissimi mammiferi che si spostano a due gambe, è difficile trovare un animale adeguato per compararlo. Se si prendono i canguri come modello, è probabile che i Leptictidium corressero con il corpo inclinato in avanti, usando la coda come contrappeso. Invece, i toporagni elefante combinano entrambi tipi di locomozione. In genere si spostano a quattro gambe, ma possono correre a due gambe per fuggire da un predatore. Studi della struttura ossea dei Leptictidium hanno rivelato informazioni contraddittorie: sembra che le loro articolazioni fossero troppo deboli per sopportare l'impatto dei salti, ma è anche evidente che i loro piedi lunghi non erano adatti a correre, ma a saltare; la questione rimane per il momento aperta.

## Comportamento
I Leptictidium erano degli animali diurni che uscivano a cacciare due volte al giorno, una alla mattina e l'altra alla sera. Una delle prime cose che facevano dopo svegliarsi era pulirsi il pelo con coscienza. Avevano un'abitudine particolare quando uscivano a cacciare: creavano dei piccoli camini nella giungla in cui abitavano. Ogni mattina ed ogni sera si dedicavano a percorrere questi camini, cacciando le prede che ci trovavano e spostando ogni oggetto che ostacolava il passo. Mantenere i camini scoperti era di importanza capitale, giacché erano le vie che usavano per fuggire nel caso che un predatore li attaccasse.
Siccome i cuccioli di Leptictidium erano molto vulnerabili agli attacchi dei predatori, è probabile che nascessero molto sviluppati e che diventassero indipendenti quando erano ancora assai giovani. Osservando il comportamento dei toporagni elefante attuali si può suggerire la possibilità che i cuccioli di Leptictidium uscissero a cacciare con la loro madre e che imparassero a distinguere le prede leccando la bocca della loro madre quando lei aveva appena cacciato un animale, per conoscere il sapore del cibo.
Si sono trovati fossili di tre specie diverse di Leptictidium perfettamente preservate nel pozzo di Messel in Germania. Le impronte del loro pelo si sono preservate, così come i contenuti dei loro stomachi, che mostrano che si trattava di onnivori che si alimentavano di insetti, lucertole e altri piccoli mammiferi.

## Habitat
I Leptictidium vissero nelle giungle subtropicali europee dell'Eocene. Dall'inizio di questo periodo, la temperatura del pianeta aumentò in uno dei riscaldamenti globali più rapidi (in termini geologici) ed estremi della storia geologica, chiamato massimo termico del Paleocene-Eocene. Fu un episodio di riscaldamento rapido ed intenso (fino a 7 °C nelle latitudini alte) che durò meno di centomila anni. Il massimo termico provocò una grande estinzione che serve per distinguere la fauna dell'Eocene di quella del Paleocene.
Il clima globale dell'Eocene fu probabilmente il più omogeneo del Cenozoico; il gradiente di temperatura dall'equatore ai poli era la metà di quello attuale, e le corrente marine erano eccezionalmente calde. Le regioni polari erano molto più calde che nell'era attuale, forse come il nord-ovest degli Stati Uniti attuale. I boschi temperati arrivavano fino a 45° di latitudine nord. La differenza maggiore si aveva alle latitudini temperate; invece il clima dei tropici era probabilmente simile a quello attuale.
In quell'epoca, la maggior parte di quella che è attualmente l'Europa mediterranea e l'Asia sud-occidentale si trovava immersa nell'oceano Tetide. Entrambi i continenti erano separati dallo stretto di Turgai (un mare epicontinentale). Grazie all'umidità e alle temperature calde, la maggior parte del continente europeo era coperta di vegetazione.
In questi boschi frondosi, i Leptictidium spartivano l'habitat con animali come Europolemur, Pholidocercus, Palaeotis o Propalaeotherium. C'erano anche dei predatori: i coccodrilli Asiatosuchus e Bergisuchus, Lesmesodon o la formica gigante di Messel. Nel suo stesso ambiente viveva anche il Gastornis, un grande uccello erbivoro terricolo di quasi due metri d'altezza.

## Specie
Il genere Leptictidium contiene cinque specie:

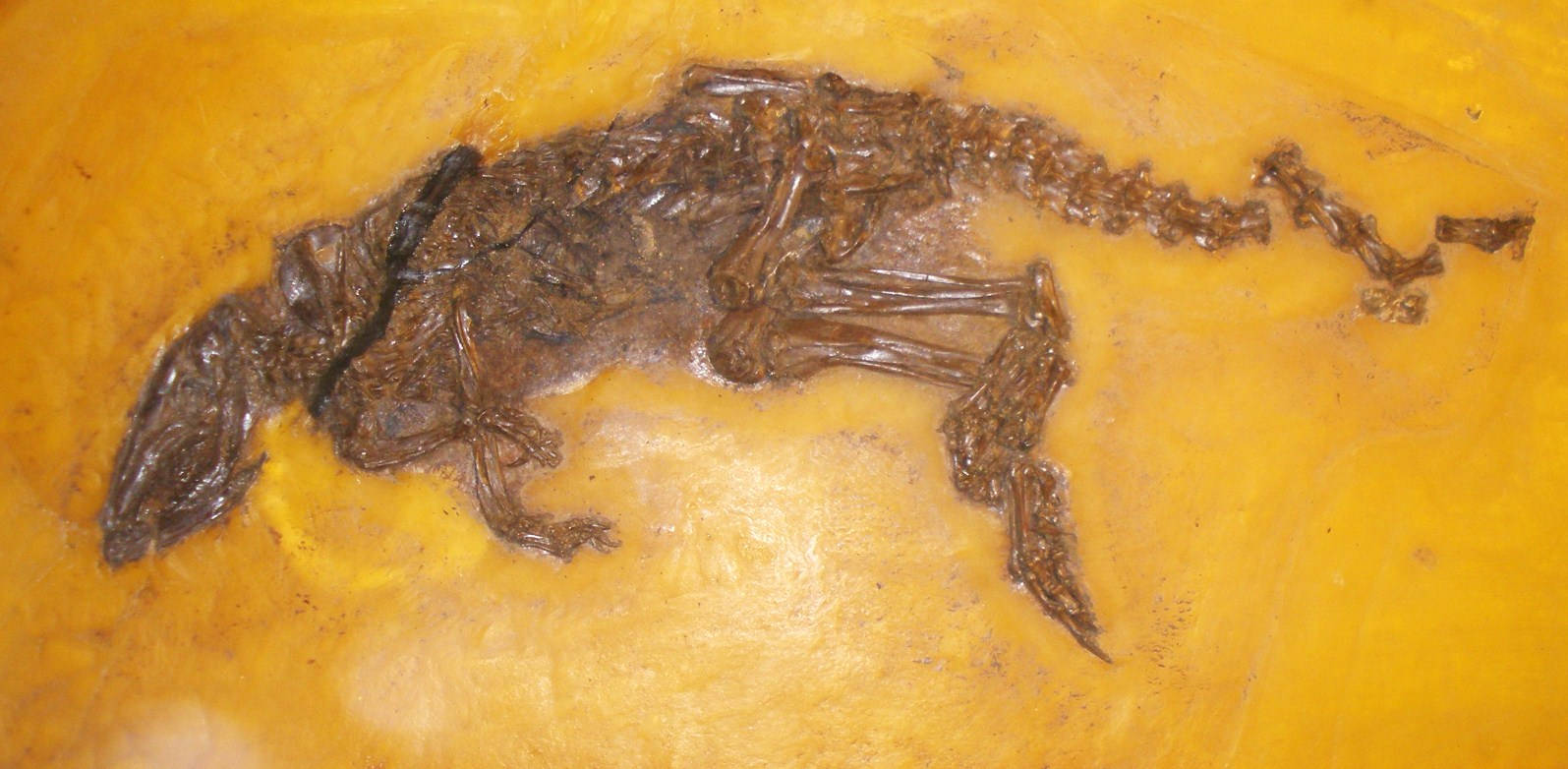
Fossile di Leptictidium nasutum

### Leptictidium auderiense
Descritta da Heinz Tobien nel 1962. È la specie più piccola di tutte e misurava soltanto sessanta centimetri di lunghezza. È una delle specie trovate nel pozzo di Messel. Mathis ne mette in risalto l'eccezionale sviluppo del paraconide (o cuspide mesiobuccale) del premolare P4 inferiore.

### Leptictidium ginsburgi
Descritta da Christian Mathis nel 1989. È una delle specie trovate nel giacimento di Robiac (Francia).

### Leptictidium nasutum
Descritta da Adrian Lister e Gerhard Storch nel 1985. Era una specie di dimensioni medie che misurava settantacinque centimetri di lunghezza. È una delle specie trovate nel pozzo di Messel.

### Leptictidium sigei
Descritta da Christian Mathis nel 1989. È una delle specie trovate nel giacimento di Robiac (Francia).

### Leptictidium tobieni
Descritta da Wighart von Königswald e Gerhard Storch nel 1987. È la specie più grande di tutte e misurava novanta centimetri di lunghezza. È una delle specie trovate nel pozzo di Messel.

## Specie vicine

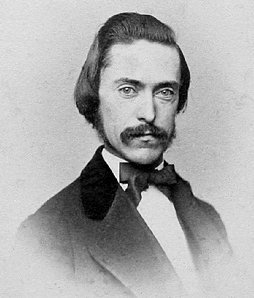
Theodore Gill descrisse la familia Leptictidae in 1872.

Assieme col genere Pseudorhyncocyon, le cinque specie di Leptictidium formano la familia Pseudorhyncocyonidae, una delle cinque che compongono l'ordine Leptictida. Le altre famiglie e generi sono:
Ordine Leptictida
- Famiglia Didymoconidae
  - Genere Archaeoryctes
  - Genere Ardynictis
  - Genere Didymoconus
  - Genere Hunanictis
  - Genere Kennatherium
  - Genere Zeuctherium
- Famiglia Gypsonictopidae
  - Genere Gypsonictops
- Famiglia Kulbeckiidae
  - Genere Kulbeckia
- Famiglia Leptictidae
  - Genere Diaphyodectes
  - Genere Leptictis
  - Genere Myrmecoboides
  - Genere Ongghonia
  - Genere Palaeictops
  - Genere Prodiacodon
  - Genere Xenacodon

Questa lista non tiene conto dei generi d'affiliazione incerta.

## Nella cultura di massa
Una femmina di Leptictidium e i suoi piccoli cuccioli sono i protagonisti del primo episodio della serie di paleontologia della BBC I predatori della preistoria. L'episodio narra un giorno nella vita di questo animale dell'Eocene. Alla mattina, la madre e i suoi cuccioli escono a cacciare, cercando degli insetti ed animali a sangue freddo che non si sono ancora riscaldati. Durante la giornata, vengono inseguiti da un Gastornis ed attaccati da un Ambulocetus. Quando cade la notte, i Leptictidium sono alcuni dei pochi animali che si salvano da una nuvola di gas tossico, liberata da un lago vulcanico, grazie al fatto che la loro tana non si trova nel percorso della nuvola. Invece, l'Ambulocetus che li ha attaccati durante la giornata muore asfissiato dal biossido di carbonio.